# Fergus Fortamail
Fergus Fortamail (fl. IV secolo a.C.), figlio di Bresal Brec, fu un leggendario re supremo d'Irlanda del IV secolo a.C.. Discendeva da Labraid Loingsech.
Prese il potere dopo aver ucciso il predecessore Eochaid Ailtleathan. Regnò per undici o dodici anni fino a quando fu ucciso in battaglia da Aengus Tuirmech Temrach.

## Fonti
- Seathrún Céitinn, Foras Feasa ar Éirinn 1.30
- Annali dei Quattro Maestri M4804-4815